# The Wheel (film 1925)
The Wheel è un film muto del 1925 diretto da Victor Schertzinger. La sceneggiatura di Edfrid A. Bingham si basa sull'omonimo lavoro teatrale di Winchell Smith, andato in scena in prima a New York il 29 agosto 1921.

## Trama
Figlio di un ricco banchiere, Ted Morton ha il vizio del gioco d'azzardo e, dopo aver perso delle grosse somme alla roulette, i suoi preoccupati genitori gli chiedono di venire ad abitare con loro. Lui, però, vuole sposare Kate O'Hara, una semplice modista, provocando la reazione dei suoi che si oppongono a quelle nozze. Quando Ted e Kate si sposano, il vecchio Morton disereda il figlio che, per mantenere la famiglia, deve trovarsi un lavoro come venditore di automobili. Eddie Baker, un giocatore che nutre del rancore verso Ted, lo spinge a tornare al tavolo da gioco. La sfortuna si accanisce contro il giovane che finisce per perdere anche duemila dollari della ditta. Per recuperare la somma mancante, Ted cerca disperatamente di trovare dei soldi ma anche Kate, che ha puntato su un cavallo, perde tutto. Baker si pente di essere la causa di quella situazione e decide di restituire il maltolto a Ted firmando un assegno che consegna a Kate. Ted, però, li vede insieme e, equivocando, crede a una loro relazione: spara a Baker, ferendo leggermente Kate. Chiarito l'equivoco, Kate lo perdona. I genitori di Ted, intanto, lo hanno perdonato e hanno accettato anche Kate come nuora, riallacciando i rapporti con il figlio che porta con sé la moglie.

## Produzione
Il film fu prodotto dalla Fox Film Corporation.

## Distribuzione
Il copyright del film, richiesto da William Fox, fu registrato il 9 agosto 1925 con il numero LP21715.
Distribuito dalla Fox Film Corporation, il film uscì nelle sale cinematografiche statunitensi il 20 settembre 1925. La Fox Film Company lo distribuì nel Regno Unito il 15 marzo 1926. In Spagna, dove uscì a Madrid il 27 settembre 1929, prese il titolo La rueda, in Francia quello di La Chance d'un joueur.
Non si conoscono copie ancora esistenti della pellicola che viene considerata presumibilmente perduta.